# Угрюмов, Павел Александрович
Павел Александрович Угрюмов (1779—1852) — русский военачальник, герой Наполеоновских войн, участник подавления Польского восстания. Член Военного совета (1834—1852), генерал от инфантерии (10.10.1843).

## Биография
Родился в 1779 году, происходил из дворян Переяславль-Залесского уезда Владимирской губернии.
21 февраля 1796 года вступил на военную службу старшим унтер-офицером в лейб-гвардии Преображенский полк и 13 декабря того же года был произведён в подпоручики. В следующем году был переведён поручиком в Ярославский пехотный полк.
В кампанию 1799 года Угрюмов находился в походе в Австрию и Швейцарию и участвовал в нескольких сражениях с французами. 19 сентября 1800 года произведён в штабс-капитаны и 13 января 1803 года получил чин капитана.
В 1805 году Угрюмов был в походе в Австрию, находился в сражении при Аустерлице. В кампании 1806—1807 годов в Восточной Пруссии он отличился в сражении Пултуске, за что был награждён орденом Святого Владимира 4-й степени с бантом и произведён в майоры.
В 1810 году Угрюмов сражался с турками на Дунае, был при осаде и сдаче крепости Силистрии и отбитии вылазки турок из блокированной Шумлы. 7 ноября 1811 года переведён в лейб-гвардии Литовский полк с производством в подполковники, в этом полку он командовал 8-й фузилерной ротой.
Во время Отечественной войны 1812 года Угрюмов, командуя 3-м батальоном лейб-гвардии Литовского полка, участвовал во многих сражениях: при Витебске, Смоленске, Бородино, Тарутино, Малоярославце, Красном. За Бородинскую битву, в которой был ранен, он был произведён в полковники и 17 февраля 1813 года, по особому ходатайству фельдмаршала Кутузова, награждён орденом Святого Георгия 4-й степени (№ 1181 по кавалерскому списку Судравского и № 2549 по списку Григоровича — Степанова)
В воздаяние ревностной службы и отличия, оказанного в сражении августа 1812 года 26 при с. Бородине против французских войск, где, командуя батальоном действовал с отличною храбростию, мужеством и опытностию, причем и ранен картечью в левую щеку.
По переходе русских войск за границу Угрюмов сражался при Люцене, Бауцене, Дрездене, Кульме, в Битве народов под Лейпцигом. После перехода через Рейн он был в деле при Бриенне и завершил поход участием во взятии Парижа. За отличия в Заграничной кампании Угрюмов был пожалован прусским орденом Pour le Mérite.
30 августа 1816 года Угрюмов был произведён в генерал-майоры с назначением состоять при начальнике 17-й пехотной дивизии и вскоре получил должность бригадного начальника в той же дивизии. В 1820 году он был назначен начальником поселенных войск в Новгородском уезде, а в 1824 году возглавил 1-ю гренадерскую дивизию, причём дополнительно командовал шестьюдесятью резервными батальонами 1-го, 2-го и 3-го пехотных корпусов. 22 августа 1826 года произведён в генерал-лейтенанты.
Когда в ноябре 1830 года в Польше началось восстание, дивизия Угрюмова выступила в поход. По присоединении к главной армии она была назначена в авангард. В сражении 2 апреля 1831 года на реке Ливе Угрюмов нанёс поражение полякам. За это дело 3 сентября 1831 года Угрюмов был награждён орденом Святого Георгия 3-й степени (№ 439 по кавалерским спискам)
В воздаяние отличного мужества и храбрости, оказанных в сражении против польских мятежников 2 апреля при д. Лива, где, начальствуя отрядом, действовал с отличной храбростью и распорядительностью.
Далее Угрюмов действовал около Минска, Седлеца и Остроленки, преследовал повстанцев от Калушина до Ендржеева и нанёс поражение отряду Лубинского при Нуре. Затем, соединившись с главной армией, он участвовал в штурме передовых варшавских укреплений, покорении Варшавы и блокаде Модлина. За первый штурм Варшавы он 18 октября 1831 года был награждён золотой шпагой с надписью «За храбрость» и алмазными украшениями. Также он получил польский знак отличия за военное достоинство (Virtuti Militari) 2-й степени.
По окончании войны в Польше Угрюмов продолжал командовать 1-й гренадерской дивизией и в апреле 1833 года ему было объявлено «совершенное удовольствие» императора Николая I за переформирование полков дивизии из трёхбатальонного в четырёхбатальонный состав.
22 сентября 1834 года Угрюмов был назначен членом Военного совета, в каковом звании оставался до конца своей жизни. 10 октября 1843 года был произведён в генералы от инфантерии.
Скончался 20 мая 1852 года в Санкт-Петербурге, похоронен на Смоленском православном кладбище.

## Награды
- Орден Святого Владимира 4-й степени с бантом (1807)
- Орден Святого Георгия 4-й степени (17 февраля 1813)
- Орден Святой Анны 2-й степени (2 мая 1813)
- Орден Святой Анны 1-й степени (12 июля 1822)
- Алмазные знаки к ордену Святой Анны 1-й степени (19 июля 1823)
- Орден Святого Владимира 2-й степени (16 июля 1825)
- Орден Святого Александра Невского (22 сентября 1830)
- Орден Святого Георгия 3-й степени (3 сентября 1831)
- Золотая шпага с надписью «За храбрость», украшенная алмазами (18 октября 1831)
- Знак отличия за военное достоинство 2-й степени (1832)
- Бриллиантовые знаки к ордену Святого Александра Невского (6 декабря 1848)
- Знак отличия беспорочной службы за XLV лет (22 августа 1843)

Иностранные:
- Прусский орден Pour le Merite (1814)

## Семья
- Брат Пётр был полковником и также с отличием участвовал в войнах против Наполеона.